# Matra Alice

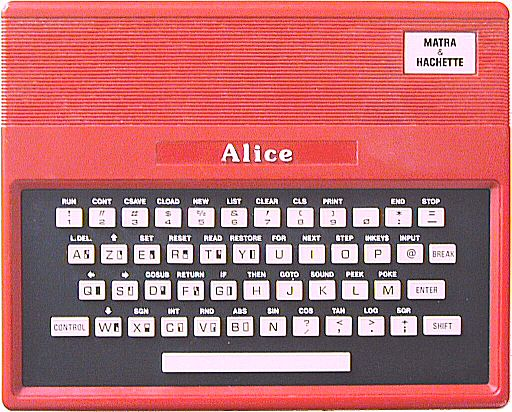
Matra Alice

Matra & Hachette Ordinateur Alice – komputer domowy, sprzedawany we Francji od 1983 roku. Klon TRS-80 MC-10, produkowanego przez Matrę i Hachette we Francji oraz Tandy Corporation w Stanach Zjednoczonych.

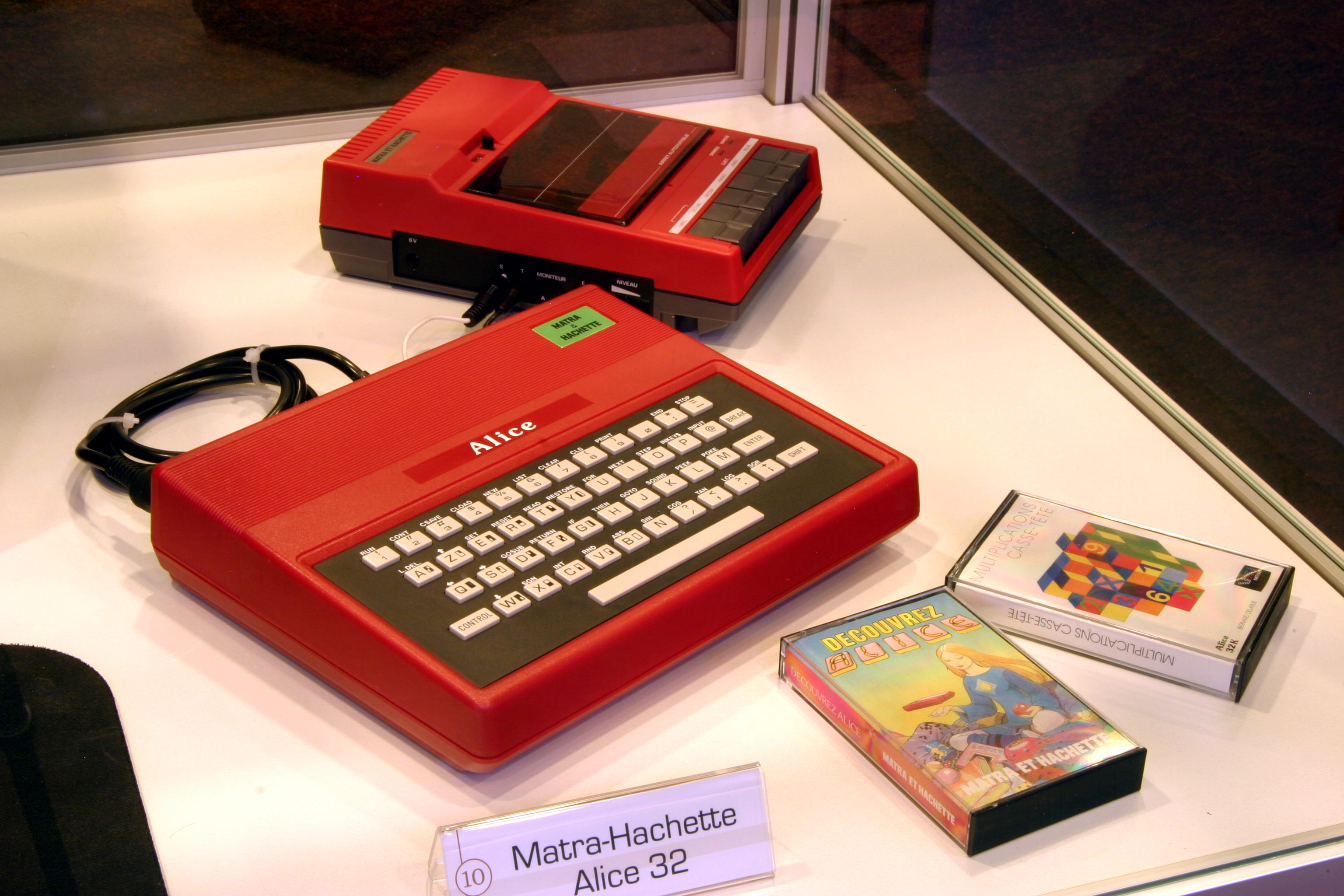
Matra Alice 32 z magnetofonem kasetowym

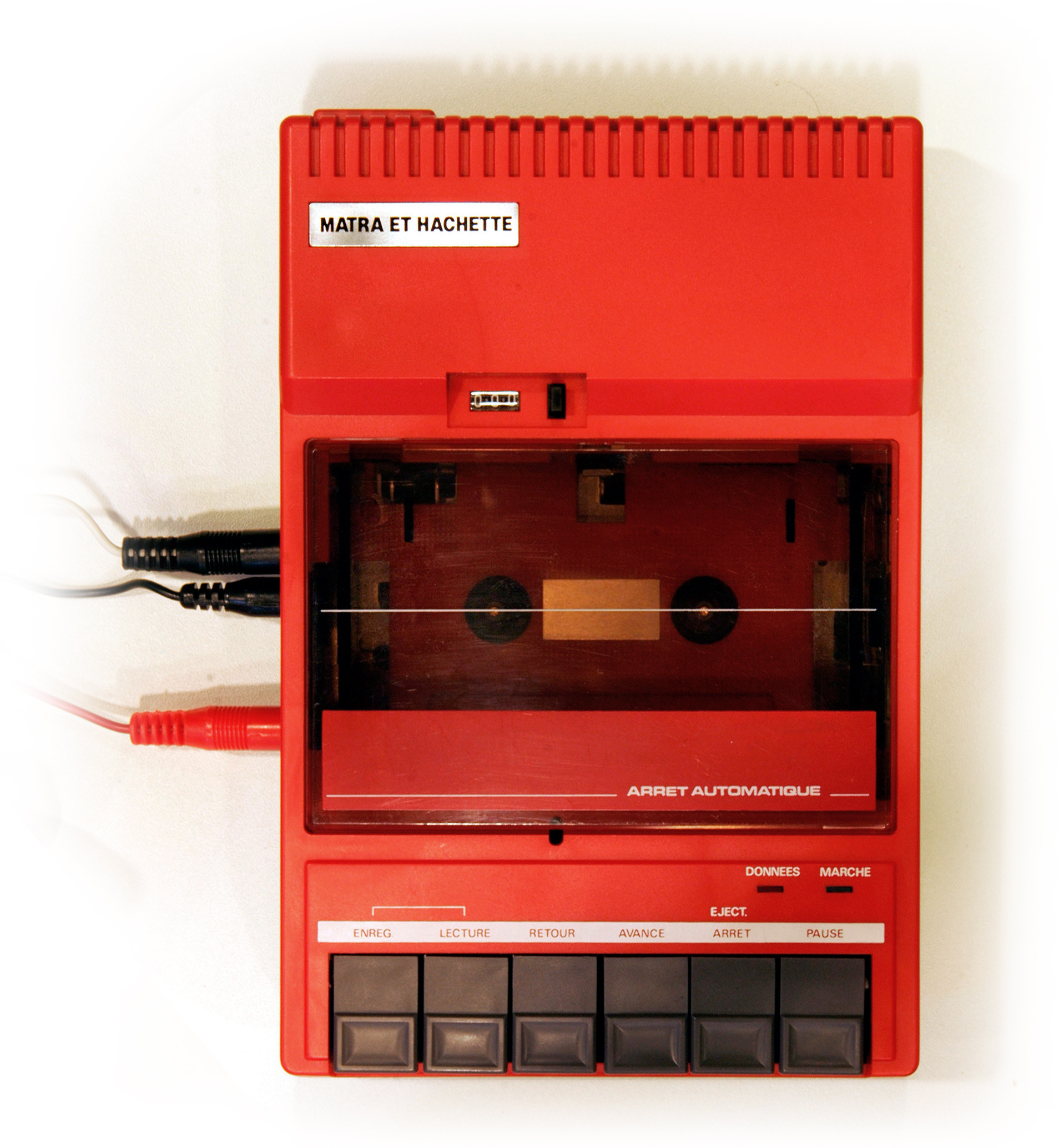
Magnetofon kasetowy służył jako pamięć masowa

Matra Alice była charakterystyczna z powodu jej jasnoczerwonej obudowy.  
W odróżnieniu od poprzednika, Alice stała się popularna we Francji, czego przykładem niech będą jej prezentacje w szkołach jako część programu Informatique pour tous („Technologia informacyjna dla każdego”).
Istniały także następcy tego modelu:
- Matra Alice 32 - posiadała podobną obudowę do poprzednika, ale posiadała inną jednostkę systemową, używała karty graficznej EF9345, a nie MC-10 6847. Komputer ten miał 8 kilobajtów pamięci RAM, 8 kilobajtów pamięci RAM na karcie graficznej i 16 kilobajtów pamięci ROM;
- Matra Alice 90 - ulepszona wersja Matry Alice 32, zawierała 32  kilobajtów pamięci RAM i w pełni rozwiniętą obudowę i klawiaturę.

## Dane
- Procesor: Motorola 6803
- RAM: 4 KiB
- ROM: 8 KiB (Microsoft BASIC)
- we-wy:
  - komunikacja szeregowa RS-232C
  - interfejs kasetowy
  - Péritel
- układ klawiatury AZERTY